# Max Winter
Max Winter (Tárnok, Hungria, 9 de janeiro de 1870 - Hollywood, Estados Unidos, 11 de julho de 1937) foi um repórter, jornalista, escritor, e político austríaco. Ele é considerado o criador da reportagem social em território de língua alemã. Sua produção se distingue por uma considerada variedade de gêneros. Além de escrever reportagens fiéis à realidade e ricas em detalhe segundo o lema “esclarecer e revelar”, também escreveu poesias, contos de fada, peças de teatro, e um romance.
Sua obra foi rapidamente esquecida após sua fuga dos conflitos políticos na Áustria, que ocorreram no início da década de 30. Apenas nos anos 80 foi redescoberto como pioneiro e mestre da reportagem social e, desde então, é apresentado como modelo em manuais de jornalismo. Suas reportagens sociais contribuíram decisivamente para o desenvolvimento do gênero, tanto quanto à temática, como à metodologia  e estrutura formal. Historiadores consideram suas reportagens sociais como precursoras da atual historiografia da vida cotidiana. Ele também é comparado, em retrospecto, com o jornalista investigativo Günter Wallraff, que também denunciou abusos em empresas, denúncias que obtiveram grande repercussão.

## Vida

### Juventude e Primeiros Trabalhos
Max Winter nasceu em 9 de janeiro de 1870 em Tárnok, seus irmãos se chamavam Fritz e Robert. Em 1873 sua família mudou-se para Viena, onde sua mãe era chapeleira e seu pai funcionário do serviço ferroviário. Após o término dos estudos obrigatórios, realizou um curso para vendedor. Mais tarde iniciou os cursos de Economia Clássica, História e Filosofia na universidade de Viena, porém não terminou nenhum deles.
Aos 23 anos de idade começou sua carreira jornalística no Neuer Wiener Journal (Novo Jornal Vienense). Em 1895 foi empregado por Victor Adler no Arbeiter-Zeitung, o principal órgão do Sozialistche Partei Österreichs (Partido Socialista da Áustria, hoje chamado Sozialdemokratische Partei Österreichs, Partido Social-Democrata da Áustria). Inicialmente trabalhou como repórter policial, quando aprendeu a importância da argumentação clara e da verificabilidade intersubjetiva dos fatos, habilidades que soube empregar em seus trabalhos posteriores.
Suas matérias e reportagens eram impregnadas pela ambição política de Winter e pelo desejo de melhorar as condições de vida dos trabalhadores e pessoas socialmente marginalizadas. Por exemplo, para retratar a vida de presidiários, vestiu-se de mendigo e permitiu que o prendessem. Outra reportagem famosa foi “Um Corredor de Mendigos na Canalização Vienense”,  onde escreveu sobre “os mendigos do canal”, que pescavam ossos e gordura da canalização pera vendê-los à indústria de sabão. Para ter acesso aos habitantes do submundo, chegou a se fantasiar de mendigo com chapéu e roupas velhas e rasgadas.
Já em 1904 foi publicada uma coletânea de suas reportagens, sobre a qual Alfred Polgar afirmou que “o jornalista se elevou ao estatuto de escritor, por assim dizer: suas contribuições para jornal se transformaram em livro”, além de reconhecer Winter como membro do realismo social, que só atingiu seu apogeu na década de 20.
Em 1905 Max Winter publicou seu primeiro livro: “Im unterirdischen Wien” (Na Viena Subterrânea). O livro consistia de suas últimas reportagens, porém era mais extenso, mais detalhado, e foi também em grande parte reformulado. Houve quatro edições. No mesmo ano escreveu a peça “eine g’sunde Person” (Uma pessoa saudável) em conjunto com Stefan Grossmann, com quem se correspondia intensamente naquele período, e que foi encenada e bem recebida nos teatros de Viena.
Max editou dois volumes com as reportagens “das goldene Wiener Herz” (O dourado coração vienense) e  “im unterirdischen Wien” (na Viena Subterrânea) para o autor e jornalista berlinense Hans Ostwald, que entre 1904 e 1908 conduziu o maior projeto de pesquisa em língua alemã da cidade, cujo resultado foi a publicação de cinco volumes intitulados “Großstadt-Dokumente” (Documentos da Cidade Grande). Além de Max Winter, também participaram do projeto Felix Salten e Alfred Deutsch-German.
Entre 1914 e 1918 Winter trabalhou como chefe de redação do “AZ am Abend” , que só operou durante a guerra. Em 2 de agosto de 1919 casou-se com Josefine Lipe, que já tinha um filho, Ferdinand, de um relacionamento anterior.

### Engajamento Político e Social
Devido ao seu engajamento político e social, Max Winter tornou-se membro do então “sozialdemokratische Partei Österreichs” (Partido Social-Democrata da Áustria). De 1911 a 1918 foi membro do Conselho Imperial, o parlamento geral dos estados da antiga Áustria.
Após a queda da monarquia austro-húngara, Winter, assim como os outros membros do Conselho Imperial entre 21 de outubro de 1918 a 16 de fevereiro de 1919, fez parte da Assembleia Nacional Provisória da Áustria Alemã, que decidiu fazer a transição do regime monárquico para o republicano.
Em 4 de maio de 1919 foi votado, dentre os membros da lista de sociais-democratas, para participar do Conselho Municipal de Viena, e do Conselho convocado à câmara de vereadores (do governo Reumann), ou comitê executivo, composto por trinta membros. Tornou-se um dos três vice-prefeitos. Especialista em previdência social, alcançou mudanças quer serviram de base para a política social de então, e que também serviram a Julius Tandler para a criação do seu sistema de assistência social, ainda hoje altamente elogiado.
Em 1 de junho de 1920, quando a câmara de vereadores da cidade foi dissolvida e substituída por uma câmara de vereadores de localidades (menor) e por um senado municipal, ele não participou do senado, e sim, da nova câmara de vereadores até 1923. Assim, pode dedicar-se com novas forças às causas sociais. Em 10 de novembro, quando a Constituição da Áustria entrou em vigor, foi criado o Conselho Federal como segundo parlamento da Áustria. Winter foi escolhido para ser um dos 12 representantes do Conselho Federal pelo parlamento de Viena (Viena possui um parlamento próprio por ser uma cidade-estado) até 1930.
Dedicava-se bastante às crianças: com base no seu “Kinderfreunde-Bewegung” (Movimento Amigos da Criança), vigente desde 1908, fundou a associação a nível nacional e foi o presidente da mesma até 1930. Em agosto de  1919 exigiu espaço físico para a associação Kinderfreunde no principal prédio do castelo de Schönbrunn, no qual, após a aprovação da ação pelo Conselho Municipal, tornou-se a Escola Schönbrunn, a academia pedagógica privada dos Kinderfreunden - sob o comando de Otto Felix Kanitz -, além de um lar para crianças/internato/orfanato Kinderheim . O tempo de ensino na escola era de três anos, equivalente ao último ano de uma AHS (equivalente ao Ensino Médio no Brasil), e dentre o corpo de docentes estiveram os reformistas Alfred Adler, Max Adler, Wilhelm Jerusalem, Marianne Pollak e Josef Luitpold Stern.
Em 1923 Winter deveria criar uma revista direcionada a mulheres (Frauenzeitshrisft) para a campanha eleitoral parlamentar dos social-democratas. A revista, intitulada “Die Unzufriedene” (As Descontentes), deveria ser editada apenas durante as eleições, mas fez tanto sucesso que uma edição chegou a vender 160.000 exemplares em 1930, e a revista só foi fechada em fevereiro de 1934, quando os social-democratas foram proibidos pelo regime austrofascista. A mesma editoria publicou a série “Wiener Groschenbüchel” (“Livrinhos de Viena”, com preços acessíveis), que tinha por objetivo proporcionar acesso à alta literatura, como Gottfried Keller, e evitar a difusão de “literatura pornográfica e ordinária”.
Em 1925, Winter tornou-se presidente da Internacional Socialista de Educação. No ano seguinte implementou em toda a Áustria as “Mühlsteinbüchereien”, bibliotecas para crianças.
Em 1929 publicou seu único romance: “Die lebende Mumie” (A múmia viva). O livro, publicado em Berlin, trata de um homem que cai em sono profundo no ano de 1925 e acorda cem anos depois num mundo sem fome, miséria e repressão. Outros detalhes que ele imagina para o futuro também são dignos de nota: uma “Europa unificada”, e “televisões nas salas de estar”. Em 1930 Winter foi nomeado “cidadão de Viena”, no entanto, logo em seguida, o regime austrofascita o obrigou a se afastar de de todos os seus cargos.
Ao todo, Max Winter publicou 1500 Reportagens para denunciar abusos através de uma argumentação rigorosa, chacoalhar a consciência pública e obrigar os responsáveis a se manifestarem. Para tanto, solidificava seus artigos com documentos oficiais e materiais de arquivos.

### Emigração e Últimos Anos de Vida
Conforme os escritos de Anton Tesarek, Max Winter havia planejado uma viagem aos E.U.A. em fevereiro de 1934. E sua partida ocorreu sem problemas, ainda que em 12 de fevereiro de 1934 ele tivesse começado a revolta frustrada dos social-democratas contra o regime austrofascista, e que nesse mesmo dia o partido social-democrata tenha sido proibido pelo Governo Dollfuß. Winter havia recebido convite para ministrar palestras e viajou por Zurique, Berlim, e Londres. O tema principal das palestras era a situação política na Áustria. Em 4 de maio discursou no Carnegie Hall perante 3000 ouvintes, ao que foi chamado por Engelbert Dollfuß de “Arbeitermörder” (assassino do trabalhador). Como um membro do Consulado austríaco havia estado presente e comunicado Viena, foi expatriado em 17 de dezembro de 1934 pelo governo fascista sob a acusação de “comportamento antiaustríaco no exterior”. Nesse período ele morava em Hollywood, para onde havia se mudado em julho do mesmo ano. Tentou se sustentar como jornalista e roteirista. Porém os roteiros que enviou a Max Reinhardt e Charles Chaplin (“The struggle for the sun”) não obtiveram sucesso. Ele também se candidatou para contar histórias em jardins de infância (“Vovô conta”). Sua “Californische Korrespondez” (Correspondência Californiana), mais tarde denominada “Cosmopolitische Korrespondez” (Correspondência Cosmopolita) teve um público pequeno. Mas como alguns jornais europeus ofereciam assinaturas, nas quais eram publicados dois artigos de opinião e de quatro a oito notícias todo mês, ele podia ao menos garantir uma quantia modesta de dinheiro.
Em 11 de julho de 1937 morreu solitário em um hospital de Hollywood. Seu funeral aconteceu no cemitério evangélico Matzleinsdorfer em Viena. Ainda que o enterro devesse permanecer em sigilo, milhares de pessoas compareceram, acompanhadas de um grande número de policiais. Após 1945 foi adicionada uma inscrição à sua lápide:

Sua palavra defendeu a liberdade e o direito.
Sua caneta serviu os invisíveis e os deserdados.
Mas seu coração batia pelas crianças.

A biblioteca municipal de Viena possui o legado de Max Winter, composto não apenas por suas inúmeras publicações, bem como suas cartas a conhecidos e familiares. Ao conjunto pertencem seus diários, que relatam sobre suas viagens a Alemanha, seu tempo de exílio, entre outros.
Em janeiro de 1949, no 2º distrito municipal de Viena, Leopoldstadt, a praça Sterneck foi rebatizada de Praça Max Winter. Nessa praça encontra-se uma escola, o parque Max Winter, construído no mesmo ano, com parquinho e piscina infantil, área para esportes e um monumento a Max Winter.

### Concepção de Jornalismo e Método de Trabalho
Max Winter registrou suas noções de jornalismo numa série de artigos para o Chemnitzer Volksstime (Jornal A Voz do Povo de Chemnitz). Neles formulou três postulações centrais: espaço suficiente para a reportagem, tempo suficiente para pesquisa e “coragem para uma apresentação chamativa dos eventos”.
Ainda na mesma série manifesta seu desejo de jornalistas que “se intrometem em tudo, são curiosos por natureza e procuram satisfazer a curiosidade alheia, olham tudo com os próprios olhos, e aquilo que não conseguem decifrar por si próprios descobrem através de contatos, porém sem esquecer os interesses com os quais o interrogado aceita colaborar, e portanto adivinham a resposta, avaliam-na, utilizam-na. Jornalistas que não bancam os sabichões, mas que se deixam instruir pelos que veem, perguntam, observam e leem, mas depois fazem seu próprio julgamento.” Conforme seu credo, “O ar mais poluente para o repórter é o ar da redação”, o repórter deve “nadar dia e noite na torrente dessa vida”, pois a vida deve ser vivida “nas ruas, nas fábricas e oficinas, nos restaurantes, nas casas e nos apartamentos,  nos parques, nos ginásios de esporte, nas salas de audiência, nas delegacias, nos pronto-socorros, nos hospitais, nos abrigos para pobres e para órfãos, nas prisões, na vida pública.” “Ele deve sobretudo conhecer a cidade sobre a qual atua e descobrir todos seus segredos,  inconsistências, injustiças, e toda a opressão existente, e uma vida inteira não será o suficiente para tanto. Jornalistas devem fazer dos temas de suas reportagens verdadeiras sensações, mas diferente de revistas de fofocas, devem ser sensações sociais.” Afinal de contas “as pessoas leem o que as afeta diretamente”.
Max Winter também acrescentou o método clássico de jornalismo ao seu método social-científico: a observação participante aberta ou encoberta, conversas com ou sem diretrizes. Por isso chamava suas reportagens com frequência de “estudos”, “pesquisas”, “investigações” ou “viagens de inspeção”. Além da principal localidade de pesquisa, Viena, as reportagens o levaram a lugares regidos por monarquias em geral - ao polo industrial de Steiermark, à indústria têxtil de Morávia-Silésia, ou aos trabalhadores de fábricas da Boêmia. Suas viagens à Alemanha, Itália, França, Espanha e Inglaterra também lhe renderam reportagens.
Sua meticulosa análise de fontes e diversidade metodológica se refletiam não só nos seus disfarces e mudanças de identidade, mas também em pesquisas não convencionais nos locais dos acontecimentos sobre os quais escrevia matérias. Para suas reportagens “Entre os rios Iser e Neisse” (1900) submeteu-se a 16 dias de caminhada para visitar fábricas sem aviso prévio. Assim ele pode constatar as práticas das associações de empreendedores, sem que esses fossem anteriormente avisadas pela inspetoria das indústrias e pudessem mascarar os abusos mais graves.
Entre 1905 e 1908 ele trabalhou nas reportagens “Os chupadores de sangue da Floresta Boêmia”, além do seu trabalho normal. Para a série de reportagens, compilou cartas de reclamação, artigos de arquivos, contratos de arrendamento, estudou textos legislativos, e entrevistou pessoas de confiança no local. Realizou suas “viagens de inspeção” às fábricas na Floresta Boêmia a pé. Os resultados foram publicados entre 9 de agosto e 6 de setembro numa série de oito partes no Jornal dos Trabalhadores.
Um de seus maiores sucessos jornalísticos foi “O Caso Hofrichter”, de 1910. Nesse caso ele revelou os abusos e o despotismo da jurisdição militar de modo tão conclusivo que foi necessária sua conseguinte reforma. Ele mencionou na própria reportagem os consideráveis esforços investidos para cobrir essa reportagem, de modo que o trabalho empenhado por trás de tal jornalismo  se tornasse visível. Ao mesmo tempo conferia credibilidade e respeito ao seu trabalho.

## Obra

### Reportagens de jornal (seleção das primeiras obras)
- A Catástrofe em Brüx. Jornal dos Trabalhadores, Viena, Nr. 200–203, 24.–27. Julho 1895[7][8][9][10]
- Sob a Lanterna Vermelha - Um dia no Atendimento de Emergência. Jornal dos Trabalhadores Nr. 355; 1896
- Uma noite no abrigo para sem-teto. Jornal dos Trabalhadores Nr. 355; 1898
- Os abrigos de Berlim e de Viena. Jornal dos Trabalhadores. Jornal dos Trabalhadores. 8/01/1899
- Passeios por Paris. Jornal dos Trabalhadores. Nr. 186, 192, 199, 206, 213; 1900
- Barreira Sonora: O dia-a-dia do trabalhador em um depósito. Jornal dos Trabalhadores. Viena. Nr. 353. 25/12/1900[11]
- Moradores das Cavernas em Viena. Jornal dos Trabalhadores Nr. 218;1901
- Construam abrigos para moradores de rua! Jornal dos Trabalhadores Nr 354; 1901

### Seleção de reportagens publicadas como livro
- Entre Iser e Neisse. Fotos da Indústria Vidreira do Norte da Boêmia. Viena 1900
- Na Mais Escura Viena. 1904
- O Coração Dourado de Viena. Berlim 1904, como 11º tomo da série „Documentos da Cidade Grande“
- Na Viena Subterrânea. Berlim 1905, como 13º tomo da série „Documentos da Cidade Grande“
- Fotos de Meidling. Como moram os ministros. Viena 1908
- O Caso Hofrichter. do Caderno de Anotações de um jornalista. Munique 1910
- Medidas Sanitárias do Serviço Público por ocasião de casos de cólera em Viena. 1910
- Procuro Minha Mãe. A Infância de uma "criança depositada" Munique 1910
- Migração Social. Viena 1911
- A Guerra Austro-Húngara através da correspondência do front. Munique 1915
- Os Habitantes das Cavernas de Viena. Höhlenbewohner in Wien. Fotos de moradia e costumes de Brigittenauer sob a regência de Karl Lueger. Viena 1927

### Peças de teatro
- Uma pessoa saudável 1905 (com Stefan Grossamnn)
- Pedintes. 1906

### Romances
- A múmia viva. Ficção científica do ano 2025. Berlin 1929

### Literatura
- Hannes Haas: Max Winter. Expedições na mais obscura Viena - Obras-primas da Reportagem Social. Editora Picus, Viena 2006 ISBN
- Miriam Houska: “Jornalismo dos Sentidos e dos Significados”. Percepção e Intervenção do Sofrimento em Viena em Reportagens Sociais do Jornal dos Trabalhadores entre 1896 e 1910. Viena 2003 (Universidade de Viena. Tese de Doutorado, 2003)
- Stefan Riesenfellner: O Repórter Social: Max Winter na Antiga Áustria. Editora für Gesellschaftskritik. Wiena 1987
- Stefan Riesenfellner (org.): O Mundo do Trabalho em torno de 1900. Textos sobre a História do Cotidiano de Max Winter. Editora Europa, Viena 1988 (Materiais sobre o Movimento dos Trabalhadores de 49)
- Helmut Strutzmann: Max Winter. O coração negro de Viena. Reportagens Sociais no início do século XX. Editora Nacional de Áustria, Viena 1982
- Herbert Gantschacher: Testemunhas e Vítimas do Apocalipse. ARBOS. Viena entre outros. 2007